# Saint Monans

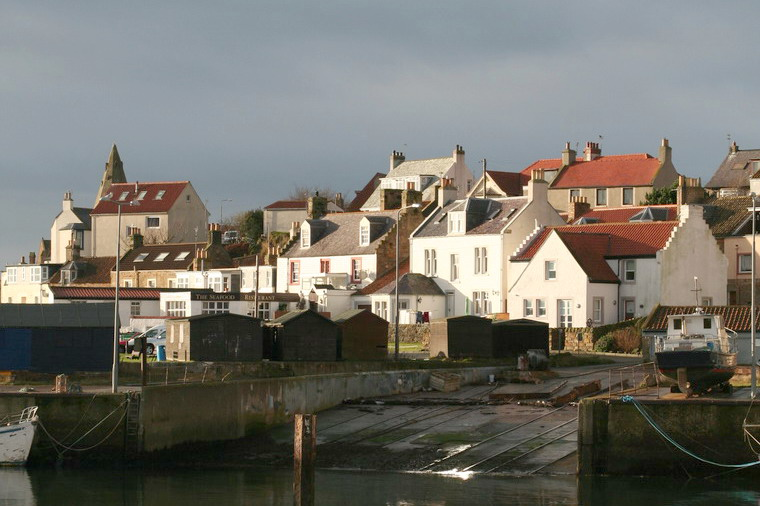
Saint Monans

Saint Monans (spesso indicata come Saint Monance) è un villaggio dell'East Neuk del Fife.
Saint Monans, situato a circa 5 km a ovest da Anstruther e nelle vicinanze di Abercrombie, è un piccolo e pittoresco villaggio, una volta prevalentemente dedito alla pesca, attualmente attrazione turistica della zona.
La parte vecchia del villaggio è situata su una collina che guarda sul Firth of Forth, con vista su North Berwick, Bass Rock e l'Isle of May. Saint Monans ha diversi edifici storici e alcuni ex mulini a vento che possono essere visitati, oltre a una chiesa del XIV secolo nella parte occidentale del sito.
Nei dintorni di Saint Monans vi sono i resti di un castello del XVI secolo di cui, nel 2002, si è tentato senza successo il restauro.